# Khara
Khara inc. (株式会社カラー Kabushikigaisha Karā?) es un estudio  de animación japonés, conocido sobre todo por su trabajo en la tetralogía cinematográfica Rebuild of Evangelion. El Studio Khara (スタジオカラー Sutajio Karā?) es el estudio de animación principal de la compañía. Fue fundado por Hideaki Anno en mayo de 2006 y anunciado públicamente el 1 de agosto de ese mismo año. Anno sigue siendo su presidente. El nombre Khara proviene de la palabra griega χαρά, que significa alegría. En 2016, Khara demandó a Gainax por impago de un acuerdo por el cual Khara le prestó dinero 100 millones de yenes a dicho estudio para evitar su desaparición, con la condición de obtener un porcentaje de los ingresos recibidos por las obras y propiedades en las que el fundador Hideaki Anno había trabajado con Gainax anteriormente. La demanda alegaba que Gainax retrasó el pago de regalías e incurrió en una gran deuda con Khara, que le había prestado el dinero en agosto de 2014, sin haber vuelto a recibir noticias de la inversión hasta entonces.
Después de que Gainax anunciara su cierre en mayo de 2024, Khara se convirtió en el propietario actual de la marca "Gainax" y de los derechos totales de la franquicia Neon Genesis Evangelion.

## Historia
Fue fundado por Hideaki Anno en mayo de 2006 y fue mencionado públicamente el 1 de agosto cuando las noticias fueron publicadas en el portal de Anno; Anno permanece como su presidente.
Aunque Anno fue uno de los miembros fundadores de Gainax, dejó dicho estudio en 2007 y actualmente lidera el estudio Khara. Como parte de sus declaraciones públicas en las películas Rebuild, el escribió:

"Para este propósito, no estamos regresando a nuestras raíces en Gainax. Tengo establecido un estudio y compañía de producción, y es en este nuevo escenario que empezaremos de nuevo. Sin mirar atrás, sin admiración de las circunstancias, nuestro objetivo es caminar hacia el futuro. Amablemente, hemos reunido personal de las series antiguas, nuevo personal, y muchos otros empleados fantásticos para trabajar en esta serie. Nos damos cuenta de que estamos creando algo que será mejor que la serie pasada."

## Trabajos

### Películas
- Evangelion: 1.0 You Are (Not) Alone (1 de septiembre de 2007) – producción de animación
- Ponyo on the Cliff by the Sea (19 de julio de 2008) – cooperación de animación
- Evangelion: 2.0 You Can (Not) Advance (27 de junio de 2009) – producción de animación
- Mobile Suit Gundam 00 the Movie: A Wakening of the Trailblazer (18 de septiembre de 2010) - monitor gráfico
- Ghost in the Shell: S.A.C. Solid State Society 3D (26 de marzo de 2011) - color digital
- Kantoku Shikkaku (3 de septiembre de 2011) - producción
- Kyoshinhei Tokyo ni Arawaru (10 de julio de 2012) - compañía de producción
- Evangelion: 3.0 You Can (Not) Redo (17 de noviembre de 2012) – producción de animación
- Mary to Majo no Hana (8 de julio de 2017) - cooperación de animación
- Evangelion: 3.0+1.0 Thrice Upon a Time (8 de marzo de 2021) - producción de animación

### Televisión
- The Dragon Dentist (2017)
- Mobile Suit Gundam GQuuuuuuX (2025)

### Otros
- Petit Eva: Evangelion@School (26 de mayo de 2007 - 26 de septiembre de 2009) (manga)
- Neon Genesis Evangelion: Campus Apocalypse (octubre de 2007 a diciembre de 2009) - trabajo original (manga)
- Halo Legends (16 de febrero de 2010) - producción de CG (OVA)
- Yondemasu yo, Azazel-san. (22 de febrero de 2010) - cooperación en animación intermedio (OVA)
- Upotte!! (8 de abril a 9 de junio de 2012) - animación intermedio (ONA)
- Proyecto Japan Anima(tor)'s Exhibition - Series de cortometrajes presentados por Studio Khara y Dwango
  - Ryū no Haisha (El Dentista de Dragones) (noviembre de 2014) - Cortometraje original
  - La Chica Escaladora (noviembre de 2014) - Trabajo original (Cortometraje)
  - ME!ME!ME! - TeddyLoid feat Daoko (noviembre de 2014) - Trabajo original (Video musical)
  - Carnicería (diciembre de 2014) - Trabajo original (Cortometraje)
  - Colección películas de animaciones clave Mobile Suit Gundam (diciembre de 2014)
  - 20 Min. caminando desde la estación Nishi-Ogikubo, 2 Recámaras, Sala, Comedor, Cocina, 2 meses de Depósito, No se permiten mascotas (diciembre de 2014) - Trabajo original (Cortometraje)
  - Hasta que vengas a mi (diciembre de 2014) - Trabajo original (Cortometraje)
  - Mañana desde allí (enero de 2015) - Trabajo original (Video musical)